# Wiener Markt
 (juillet 2018).
Si vous disposez d'ouvrages ou d'articles de référence ou si vous connaissez des sites web de qualité traitant du thème abordé ici, merci de compléter l'article en donnant les références utiles à sa vérifiabilité et en les liant à la section « Notes et références ».

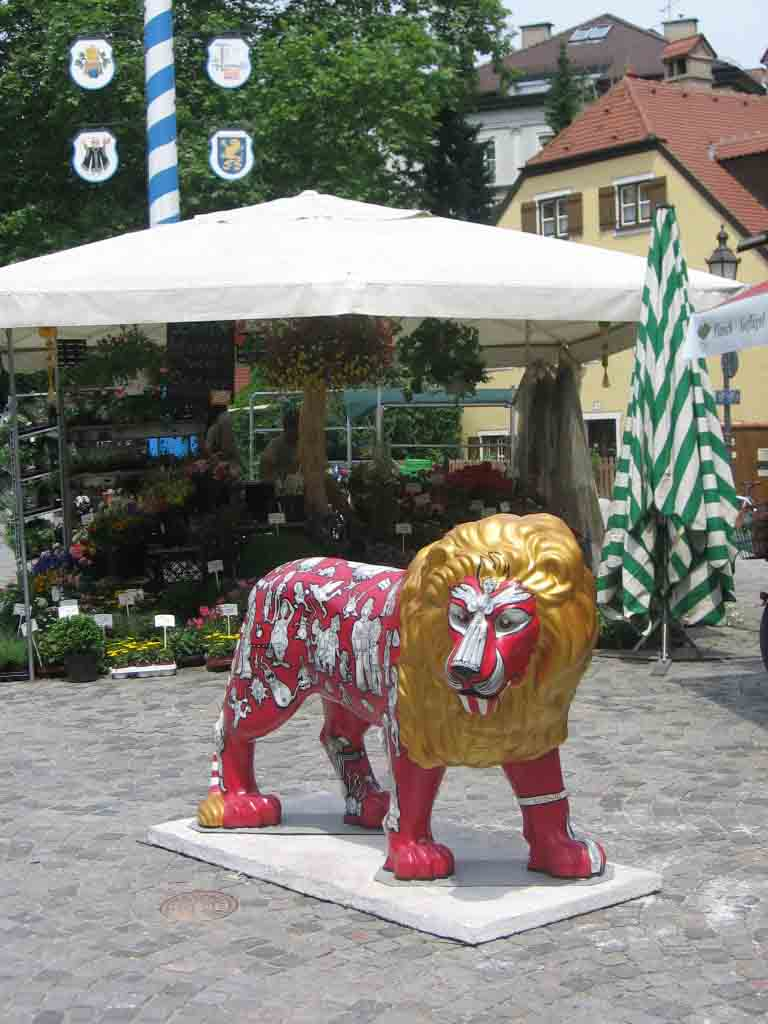
Wiener Markt avec le lion.

Le Wiener Markt (également appelé Wiener Markt am Wiener Platz) est l'un des quatre marchés permanents pour les produits alimentaires et les fleurs à Munich. Il se déroule sur la place Wiener Platz dans le quartier de Haidhausen.
Après qu'un rapport du TÜV sur les stands en 2011 a identifié des lacunes en matière d'hygiène et de protection contre l'incendie, la ville de Munich planifie la reconversion du marché, qui devrait commencer en 2018.

## Histoire
Wiener Platz a été nommé d'après la ville autrichienne de Vienne en 1891. Ce nom a été choisi parce que la rue Innere Wiener Straße qui y mène marque le début de la route de liaison vers Vienne.
L'histoire du Markt am Wiener Platz, le plus petit des quatre marchés alimentaires permanents de Munich, est mouvementée. Le 1er novembre 1889, le marché, qui se tenait auparavant dans la Preysingstrasse, a été déplacé à son emplacement actuel. Une annonce du conseil municipal de la capitale royale et de la ville de Munich du 25 octobre 1889, signée par le maire Dr. von Widenmayer, est le certificat de naissance du marché. Pendant la Seconde Guerre mondiale, le marché a été gravement endommagé et reconstruit dans les années qui ont suivi la fin de la guerre.
L'achèvement des travaux de rénovation de Wiener Platz en octobre 2002, a fait de nouveau de Wiener Platz le centre de Haidhausen. Le grand festival du 1er mai 2003 avec l'installation de l'arbre de mai offert par les « Amis de Haidhausen » a montré l'importance centrale de la place et du marché pour Haidhausen.

## Administration
Le Wiener Markt est géré par Markthallen München, une entreprise indépendante de la ville de Munich.
L'utilisation du marché pour les commerçants, les acheteurs et les passants est réglementée par la Constitution du marché alimentaire. Ces statuts s'appliquent également au Elisabethmarkt, au Pasinger Viktualienmarkt et au Viktualienmarkt.

## Autour du marché Wiener Markt
Au sud, le Wiener Markt est bordé par la rue Innere Wiener Straße. Dans le (nord) ouest se trouve le Hofbräukeller, un restaurant traditionnel munichois avec un jardin de bière populaire auprès des habitants de Munich. Au nord, il y a un bâtiment résidentiel et commercial et le chemin mène directement au parc Maximiliansanlagen au-dessus de l'Isar. À l'est se trouvent plusieurs bâtiments résidentiels et commerciaux, dont certains datent d'avant la Première Guerre mondiale.